# Tímea Tóth
Tímea Tóth (ur. 16 września 1980 roku w Zalaszentgrót), węgierska piłkarka ręczna, reprezentantka kraju. Obecnie występuje w austriackim Hypo Niederösterreich. Gra na pozycji  środkowej rozgrywającej.

## Kariera
- 1995–1997  Zalaegerszegi Caola
- 1997–1999  Ferencvárosi TC
- 1999–2000  Synergon SE Vác
- 2000–2007  Ferencvárosi TC
- 2007-          Hypo Niederösterreich

## Sukcesy
- 2002, 2007: wicemistrzostwo Węgier
- 2003: wicemistrzostwo Świata
- 2004: brązowy medal mistrzostw Europy
- 2005: brązowy medal mistrzostw Świata
- 2008: puchar Austrii
- 2008: mistrzostwo Austrii
- 2008: finalistka Ligi Mistrzyń

## Nagrody indywidualne
- 2007/2008: Najwięcej bramek w Lidze Mistrzyń EHF